# Canad Inns Stadium
El Canad Inns Stadium también conocido como Winnipeg Stadium fue un estadio multiusos ubicado en la ciudad de Winnipeg (provincia de Manitoba, Canadá). El estadio estaba ubicado en la esquina de Calle St. James y Maroons Road, inmediatamente al norte del Centro comercial Polo Park y del ahora difunto Winnipeg Arena. Aunque construido para la práctica de fútbol canadiense, el estadio también albergó juegos de béisbol y fútbol, y funcionó como campo de los Winnipeg Blue Bombers, de la Canadian Football League. El estadio fue demolido en 2013 después de que los Winnipeg Blue Bombers se mudaran al nuevo Investors Group Field, ahora conocido como IG Field.

## Historia
El Winnipeg Stadium se inauguró el 14 de agosto de 1953 y al día siguiente, los Winnipeg Blue Bombers disputaron su primer partido de exhibición en su nuevo campo contra los Ottawa Rough Riders. El estadio en ese entonces contaba con una capacidad 15.600 espectadores, pero los éxitos logrados por los Blue Bombers y el correspondiente aumento de asistencia llevaron a varias ampliaciones del estadio a partir de 1954, cuando su capacidad se incrementó a 17,995 asientos. De estos, solo 10.166 eran gradas sobre una base de concreto permanente, las otras están ubicadas en gradas temporales construidas en las esquinas para acomodar un campo de béisbol agregado al estadio. En 1978, las gradas del lado este se ampliaron para incluir una galería superpuesta, aumentando la capacidad a 32.946 espectadores. El récord de asistencia al estadio es de 51.985 y se estableció el 24 de noviembre de 1991 en el partido de la Grey Cup entre los Toronto Argonauts y Calgary Stampeders, con la adición de gradas temporales en los extremos norte y sur del campo. La Grey Cup de 1998 y 2006 también se disputaron en el estadio.

## Juegos Panamericanos
El Winnipeg Stadium albergó la ceremonia de apertura de los Juegos Panamericanos de 1967. En 1999 también acogió las ceremonias de apertura y clausura de los Juegos Panamericanos de 1999, además del voleibol de playa. 

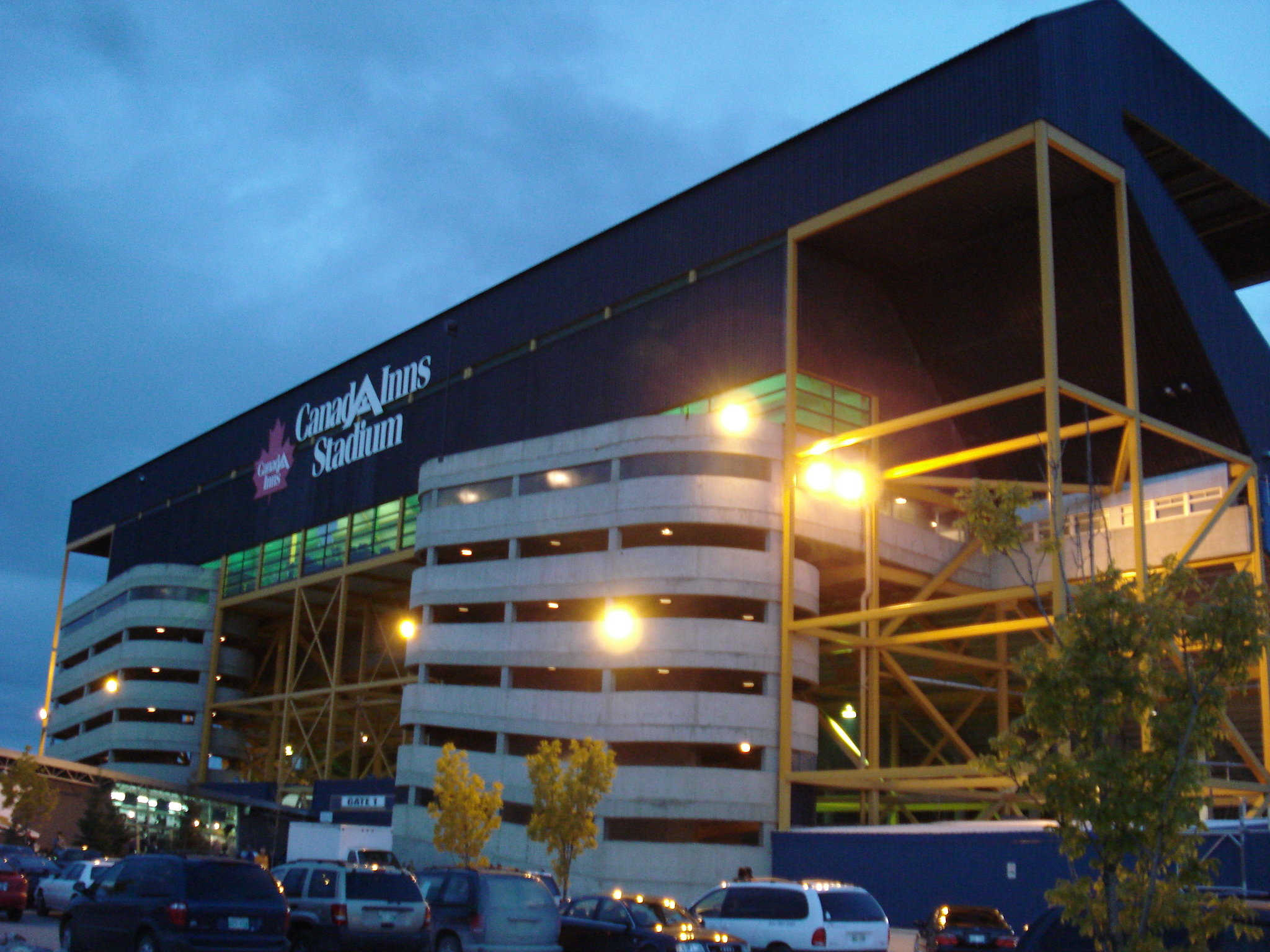
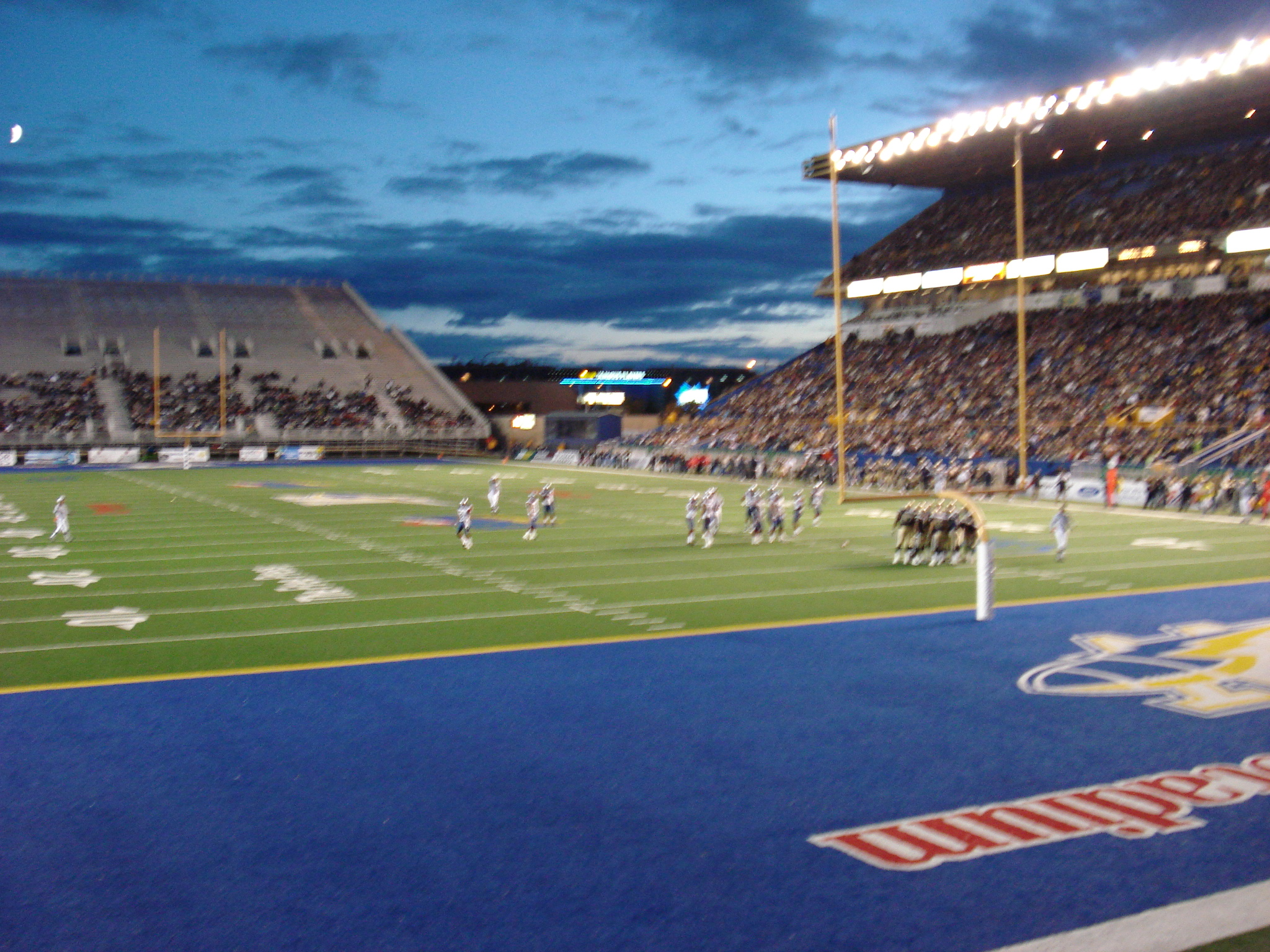
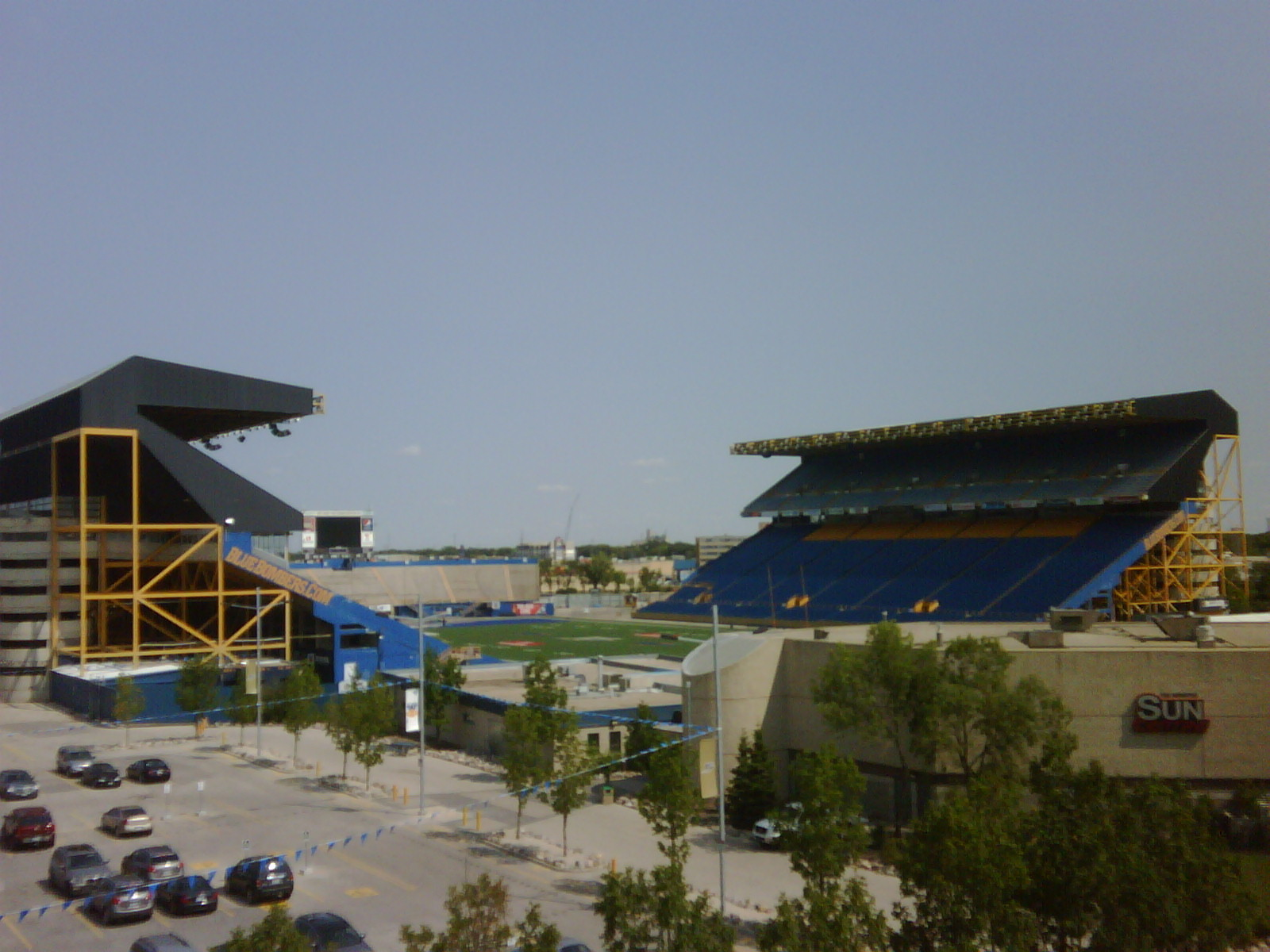